# Halvar von Fieandt
Halvar Magnus von Fieandt, född 11 mars 1879 i Nurmes, död 12 maj 1936 i Helsingfors, var en finländsk läkare.
von Fieandt blev medicine och kirurgie doktor 1912. Han var 1912–1913 docent i patologisk anatomi i Helsingfors och tjänstgjorde från 1914 som livbolaget Suomis läkare. Han var en av landets första öron-, näs- och halsspecialister och gjorde en forskningsinsats på sitt område (bland annat genom Beiträge zur Pathologie und Therapie der othogenen Sinusthrombose, 1924), men utmärkte sig även som allmänpraktiserande läkare.